# Krzysztof Mętrak

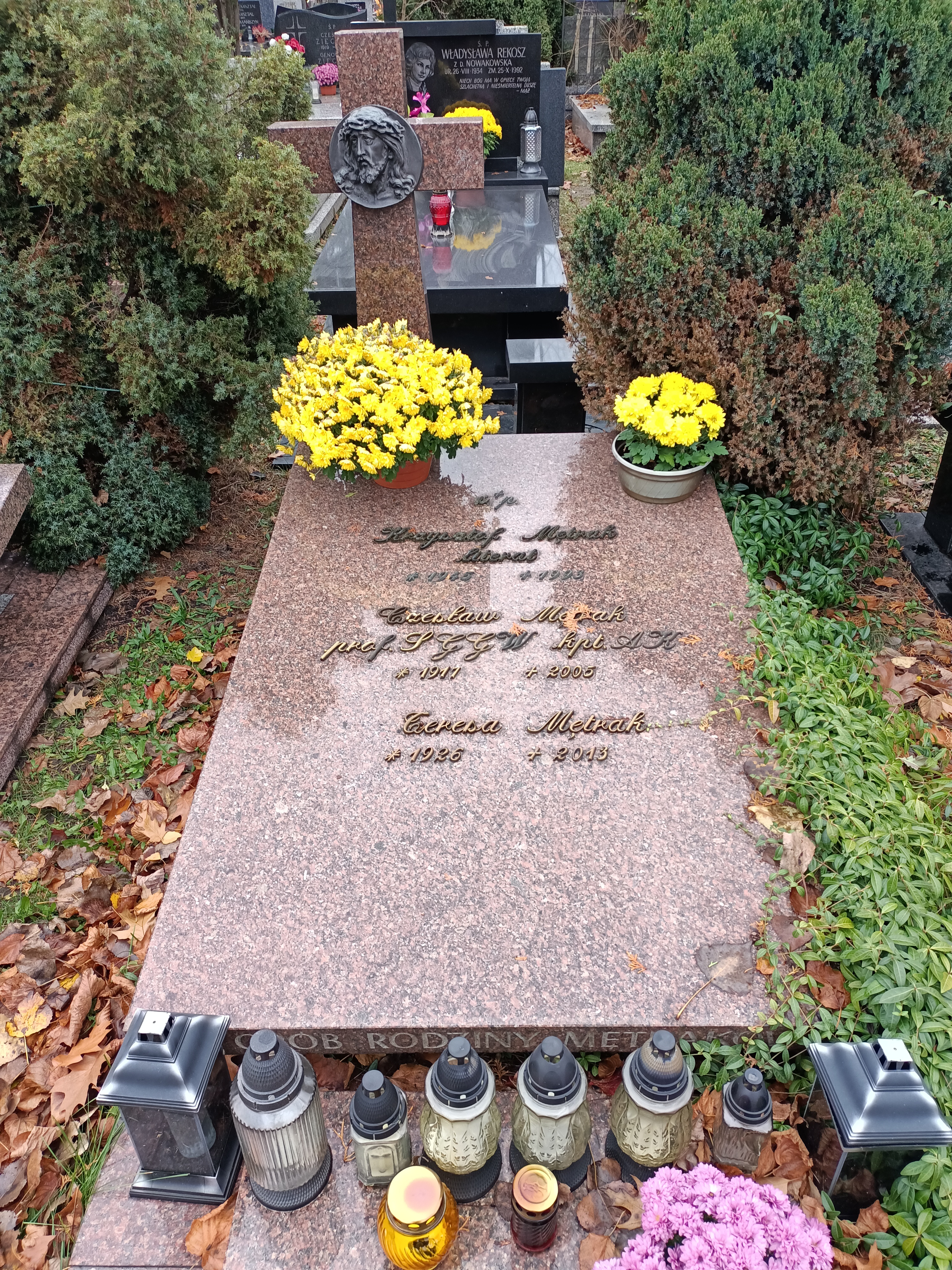
Grób Krzysztofa Mętraka na Cmentarzu Komunalnym Północnym

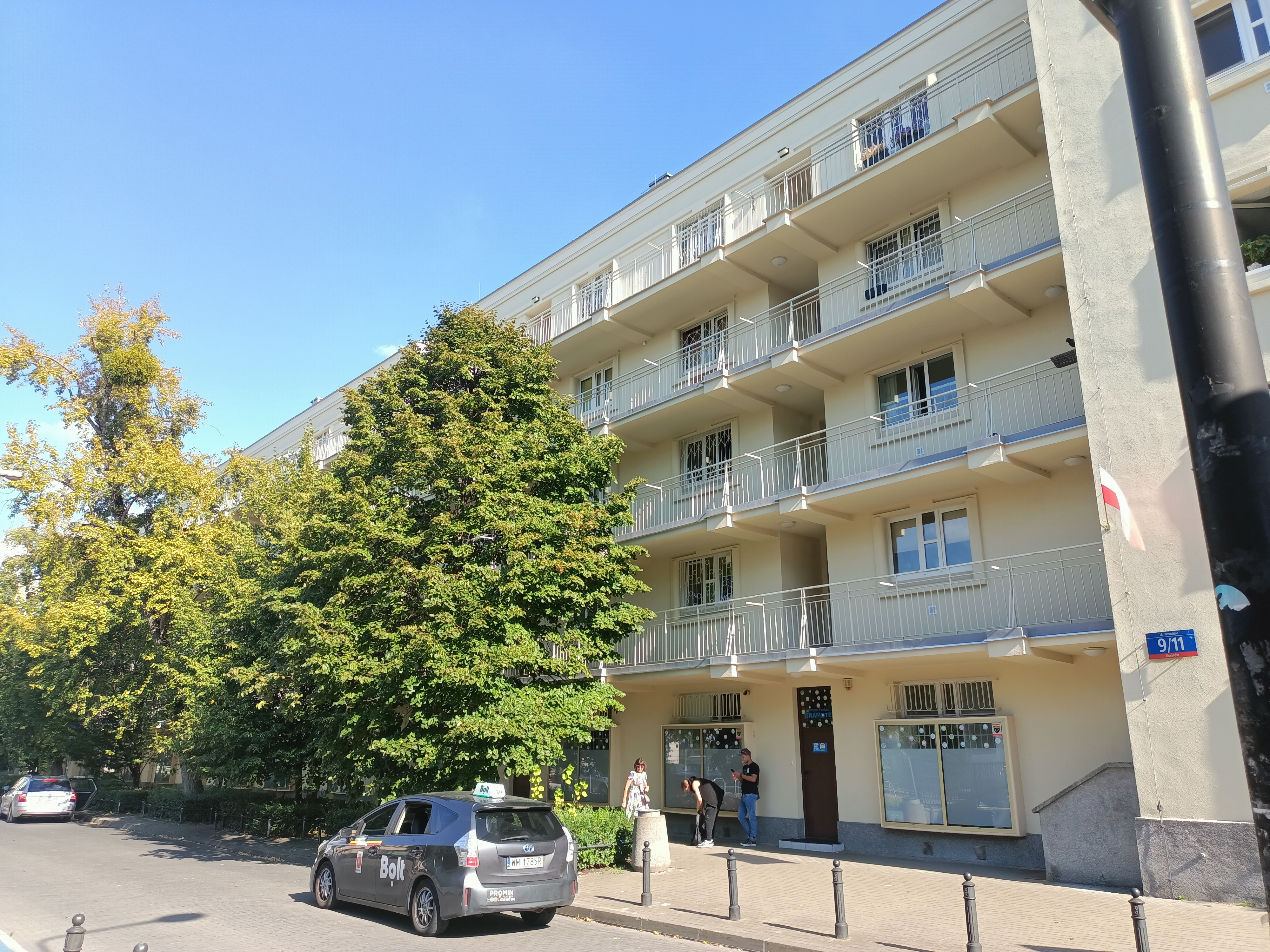
Blok razy ulicy Nowolipie 9 w Warszawie, gdzie mieszkał Krzysztof Mętrak

Krzysztof Czesław Mętrak (ur. 1 lutego 1945 w Garwolinie, zm. 4 sierpnia 1993 w Warszawie) – polski krytyk filmowy i literacki, poeta.

## Życiorys
Syn profesora SGGW Czesława Mętraka (1917–2005) i Teresy. Pierwsze lata życia spędził w Jeleniej Górze. W 1950 rodzice przeprowadzili się do Warszawy na ulicę Nowolipie 9. W wieku czterech lat nauczył się czytać i pisać. W 1962 ukończył szkołę średnią im. Romualda Traugutta. Jego praca maturalna „Mijam miasto” obok otrzymała nagrodę czasopisma „Stolica”. W tym samym roku wygrał także konkurs pisma „Życie Literackie” pt. Mój bohater literacki. Debiutował w 1962 roku. W 1960 został piłkarzem Polonii Warszawa. Występował na pozycji pomocnika. Zrezygnował z kariery sportowca i podjął studia polonistyczne na Uniwersytecie Warszawskim. Od 1963 współpracował z tygodnikiem „Współczesność”. W kwietniu 1965 otrzymał od Uniwersytetu Marii Curie Składowskiej nagrodę za referat Stanisław Grochowiak – biografia twórcza. Jego magisterium, którego promotorem był Stefan Żółkiewski, o pisarzu Młodej Polski o Stanisławie Brzozowskim liczyło 12 stron. Od 1966 publikował w Warszawskim piśmie „Kultura”. Następnie awansował na kierownika działu krytyki literackiej pisma. W 1967 publikował w „Życiu Warszawy” cykl Potyczki z Młodą literaturą. W tym samym roku został członkiem Związku Literatów Polskich. W latach 1967–1988 współpracował z „Tygodnikiem Kulturalnym” pisząc cykl Lektury i problemy. W 1978 został usunięty z pisma „Kultura” za wiersz Opatrzność, w którym cenzura dopatrzyła się aluzji do śmierci Janusza Wilhelmiego. W 1969 na zaproszenie Bolesława Michałka zaczął publikować w tygodniku „Film”. W tygodniku w latach 1971–1973 tworzył cykl Plamy na ekranie, a w 1973–1974 był kontynuowany w „Ekranie”. Następnie został wydany jako teksty z kultury i Kina jako Autografy na Ekanie. Od 1972 pisał do prasy wydawanej w Medalionie o historii polskiego kina. Od marca 1973 pracował w tygodniku „Piłka Nożna”. W tygodniku pisał felietony w rubryce Grzejąc ławę. Pisał o największych sukcesach za czasów Kazimierza Górskiego, Jacka Gmocha i Antoniego Piechniczka czy sukcesach Widzewa Łodź, opisywał początki zapaści polskiego futbolu w drugiej połowie lat osiemdziesiątych i na początku lat 90. Jego ostatni felieton opisywał ostatnia kolejke ligową sezonu 1992/1993 i anulowane wyniki spotkań Legii Warszawa z Wisłą Kraków i Olimpią Poznań. W latach 1970–1981 współpracował z miesięcznikiem „Kino”. W latach 1974–1975 wprowadzał tam stałą rubrykę felietonową. Pisał w niej między innymi o kiepskiej jakości polskich komedii filmowych. Pozytywną opinię wyraził jedynie na temat komedii Rejs Marka Piwowskiego. W 1975 jego pozytywną recenzję uzyskała komedia Janusza Zaorskiego Awans. W latach 1976–1978 napisał zaledwie pięć publikacji dla miesięcznika. W latach 1979–1981 ponownie regularnie publikował w miesięczniku. W 1981 wszedł w skład redakcji. Odszedł po wprowadzeniu stanu wojennego. Do miesięcznika wrócił w 1992 i pracował w nim do śmierci w sierpniu 1993.
W 1976 wziął ślub z Bogusławą Rygiel-Jasińską. W 1982 rozwiódł się po sześciu latach małżeństwa. W 1989 został członkiem Stowarzyszenia Dziennikarzy Polskich.
Współpracował z pismami literackimi i filmowymi. Pisał między innymi dla „Expressu Wieczornego”, „Filmu”, „Ekranu”, „Sportowca”, „Kultury”, „Współczesności”, „Literatury”, „Twórczości”, „Tygodnika Kulturalnego”, „Radaru”. Felietonista tygodnika „Piłka Nożna”, współredaktor „Encyklopedii piłkarskiej Fuji”. Związany z opozycją antykomunistyczną. Laureat Nagrody Kisiela w 1990 roku.
Zmarł 4 sierpnia 1993 na zawał serca. W jego pogrzebie uczestniczyli ludzie ze świata kina i sportu m.in. trener Kazimierz Górski. Pośmiertnie został uhonorowany nagrodą przewodniczącego Komitetu Kinematografii Laterna Magica. Jest pochowany na Cmentarzu Komunalnym Północnym w Warszawie, kwatera: E-III-1 rząd: 1, grób:13.
Od 1994 organizowany jest Konkurs o nagrodę im. Krzysztofa Mętraka dla młodych krytyków filmowych.

## Publikacje
- Legendy nie umierają[16]
- Autografy na ekranie[9]
- Po seansie[16]
- Jeśli jest niebo, będę tam
- Słownik filmowy[16]
- Krytyka – twórczość przeklęta[16]
- Grzejąc ławę[16]
- Notatki z pawlacza[16]
- Dziennik 1969-1979[17]
- Dziennik 1979-1983[17]